# Covivio Hotels
Covivio Hotels (ex-Foncière des Murs et FDM Management) est une filiale de Covivio, spécialisée dans la détention longue et la gestion de murs d’exploitation dans l’hôtellerie.

## Historique

### 2004 - 2018: Foncière des Murs et FDM Management
Entre 2004 et 2005, selon Les Échos, « la Foncière des Murs a racheté à Korian [•••] 54 résidences pour personnes âgées dépendantes ». Elle s'en sépare en 2016 pour 301 millions d'euros,.
Quelques mois plus tard, elle s'offre 128 hôtels français du groupe Accor.
En 2006, elle capte les murs de 64 hôtels d'Accor en France et en Belgique, pour un montant annoncé de 462 millions.
L'année suivante, elle achète, notamment, les murs de Jardiland, d'un Club Med au Portugal ainsi que d'une centaine de restaurants Quick. Elle cédera ses actifs de Quick et Jardiland en 2012 et 2019,,.
En 2011, la FDM - avec Predica - fait l'acquisition de 33 hôtels Campanile.
L'année suivante, en 2012, elle s'offre 160 hôtels B&B estimés, selon Les Échos, à 485 millions d'euros.
En 2014, la Foncière des Murs remporte dix hôtels en Allemagne et en France pour 104 millions d'euros,
En 2016, elle rachète, en Allemagne cinq hôtels de NH pour un montant de 125 millions d'euros et se renforce en France ainsi qu'en Belgique,.
L'année suivante, en 2017, la Foncière des Murs s'implante davantage en Espagne par le rachat de 17 hôtels d'une valeur de 542 millions d'euros,.

### Depuis 2018, Covivio Hotels
Entre 2017 et 2018, dans le cadre de la réorganisation de la Foncière des Régions en Covivio, ses filiales (Foncière des Murs et FDM Management) fusionnent et se renomment Covivio Hotels.
En 2019, Covivio Hotels se défait pour près de 500 millions d'actifs et concentre ses investissements sur le secteur de l'hôtellerie. Elle fait l'acquisition d'hôtels des enseignes Accor et Meininger. Par ailleurs, elle investit un milliard d'euros dans des hôtels britanniques avec InterContinental,,,.
En 2020, elle fait l'acquisition d'hôtels haut de gamme pour un montant finalisé à 573 millions d'euros. Elle fait, notamment, l'acquisition du Palazzo Naiadi (Rome) ainsi que du New York Palace (Budapest)  et s'implante en Italie, Hongrie ainsi qu'en Tchéquie,. Néanmoins son activité est impactée, à l'instar de l'ensemble du secteur, par la crise sanitaire.
Amorcé en 2023, Covivio et AccorInvest opèrent à l'été 2024 un échange d'actifs mettant ainsi fin à la majorité de leurs partenariats depuis 2005. Avec cette opération, la foncière récupère les fonds de commerce de 43 hôtels dont elle possède déjà les murs et devient donc un opérateur hôtelier,,.

## Modèle économique
À l'instar de Covivio, son modèle économique repose sur celui d'une foncière : elle rachète les murs d'hôtels et accompagne les opérateurs. Depuis 2024, elle se positionne, également, en tant qu'opérateur hôtelier en acquérant également les fonds de commerce et lance sa plateforme de gestion hôtelière, WiZiU,.

## Organisation

### Direction
La filiale de Covivio est dirigée, depuis 2021, par Tugdual Millet.

### Implantations
Elle est principalement implantée en France, Belgique, Espagne, Italie, Allemagne, et de manière secondaire en Hongrie et Tchéquie,,.